# Inge Ipenburg
Inge Ipenburg est une actrice néerlandaise née le 24 avril 1957 à Deventer (Pays-Bas).

## Filmographie
- 1987 : Dutch Treat : Prostitute
- 1988 : Drie recht, één averecht (série TV) : Advocate
- 1988 : Amsterdamné (Amsterdamned) : Canalboat guide
- 1989 : The Nightwatch (TV)
- 1990-1995, 2004-2005 : Goede tijden, slechte tijden (TV) : Martine Hafkamp
- 1991 : Villa Borghese (série TV) : therapeutist Letta
- 1991 : Vincent et moi
- 1998 : Goede tijden, slechte tijden: De reünie (TV) : Martine Hafkamp
- 1999 : Westenwind (série TV) : Sophie Noordermeer-Elzinga (1999-2002)
- 2004 : Feestje : Nurse

## Anecdotes
Inge Ipenburg a joué la comédie musicale The Sound of Music (La Mélodie du bonheur) à l'Efteling Theater en 2009 - 2010 aux Pays-Bas.